# Magnus Bahne
Magnus Bahne (* 15. März 1979 in Kaarina) ist ein ehemaliger finnischer Fußballnationalspieler.

## Werdegang
Bahne begann mit dem Fußballspielen bei VG-62 Naantali, ehe er 1996 in die Jugendabteilung von Inter Turku wechselte. 1998 debütierte er für den Klub in der zweiten Liga. Am Ende des Jahres schaffte er mit der Mannschaft den Aufstieg in die Veikkausliiga. Als Stammtorhüter konnte er sich mit der Elf im finnischen Oberhaus etablieren. 2000 wurde er erstmals in die Nationalelf berufen und kam in Spielen gegen die estnische und die thailändische Nationalmannschaft zum Einsatz. Unter Roy Hodgson kehrte er 2006 in den Kreis der Nationalelf zurück, war aber nur Ersatzmann.
2007 wechselte Bahne zu Halmstads BK in die schwedische Allsvenskan, wo er für mehr Konkurrenzkampf auf der Torhüterposition sorgen sollte. Hier war er zunächst Stammtorhüter, ehe er sich im Sommer am Kreuzband verletzte. Übergangsweise lieh der Verein daraufhin den kasachischen Nationaltorhüter Dawid Lorija von Schachtjor Qaraghandy aus, da der eigentliche Ersatzmann Marcus Sahlman zwischenzeitlich an Trelleborgs FF abgegeben worden war. Im Frühjahr 2008 kehrte er als Ersatzmann der zweiten Mannschaft zurück. Ab Sommer stand er auch in der ersten Mannschaft in der Allsvenskan wieder zwischen den Pfosten. Er eroberte sich seinen Stammplatz zurück und stand bis Saisonende in 19 Saisonspielen auf dem Platz. An der Seite von Tim Sparv, Michael Görlitz, Tomas Žvirgždauskas gehörte er auch in der Spielzeit 2009 zum Stammpersonal. Dennoch kündigte er im Herbst des Jahres seinen Abschied vom Klub an.
Nachdem Bahne von mehreren Klubs umworben worden war, entschied er sich Ende Januar 2010 für einen Wechsel zum schwedischen Zweitligisten Assyriska Föreningen, um unter Trainer Rikard Norling arbeiten zu können. Auch bei seinem neuen Verein Stammkraft, verpasste er mit der Mannschaft um Stefan Batan, Göran Marklund und Fredrik Samuelsson als Tabellenvierter den Aufstieg in die Allsvenskan. Nach Ablauf seines Vertrages kehrte er im Anschluss nach Finnland zurück. Er unterschrieb einen Vertrag bei seiner ersten Spielstation Inter Turku und beendete dort Ende 2015 seine Karriere.